# Lakewood Village (Teksas)
Lakewood Village je grad u američkoj saveznoj državi Teksas. Prema popisu stanovništva iz 2010. u njemu je živjelo 545 stanovnika.